# Hydrovatus pustulatus
Hydrovatus pustulatus là một loài bọ cánh cứng trong họ Bọ nước. Loài này được F.E.Melsheimer miêu tả khoa học năm 1844.